# Bei Oscar ist ’ne Schraube locker
Bei Oscar ist ’ne Schraube locker (Originaltitel Une souris chez les hommes („Eine Maus unter Männern“) oder Un drôle de caïd („Ein seltsamer Ganove“)) ist eine französische Filmkomödie aus dem Jahr 1964 mit Louis de Funès.

## Handlung
Franz und Oscar sind erfolgreiche Safeknacker in Paris. Während Franz scheinbar eine bürgerliche Existenz lebt – auch seine Frau Sylvie glaubt, dass er einer respektierlichen Arbeit nachgeht – lebt der kauzige Oscar alleine. Eines Tages werden sie bei einem erfolgreichen Bruch von der jungen, blonden, gutbürgerlichen und nicht auf den Mund gefallenen Lucille überrascht, die erhebliche kriminelle Energien hegt und eine steile Karriere in der Unterwelt anstrebt. Zudem wird Sylvie entführt und Franz damit erpresst.

## Hintergrund
Der Film wurde im selben Jahr wie, und direkt vor den drei Filmen gedreht, die zu Kassenschlagern wurden und den späten Durchbruch für Louis de Funès brachten: Der Gendarm von St. Tropez, Fantomas und Scharfe Sachen für Monsieur.
Das Drehbuch schrieb Albert Simonin, unterstützt von Michel Audiard, nach dem Roman Les heures ouvrables von Francis Ryck.
Bei Oscar ist ’ne Schraube locker wurde am 17. Juli 1964 uraufgeführt. Die deutsche Erstaufführung war dagegen erst am 5. Januar 1978.

### Synchronisation
Bei Oscar ist ’ne Schraube locker wurde 1977 von der Profilm GmbH in München synchronisiert.
| Rolle            | Schauspieler   | Synchronsprecher    |
| ---------------- | -------------- | ------------------- |
| Oscar            | Louis de Funès | Manfred Lichtenfeld |
| Franz            | Maurice Biraud | Hartmut Reck        |
| Lucille          | Dany Saval     | Christina Hoeltel   |
| Léon Dufour      | Robert Manuel  | Günther Sauer       |
| Kaufhausdetektiv | Jean Lefebvre  | Fred Klaus          |
| Tante Emma       | Maria Pacôme   | Alice Franz         |

## Kritiken
Dass Lexikon des internationalen Films kann dem Film nichts abgewinnen und schreibt von „Kriminalulk“ und „[a]nspruchslose[r] Unterhaltung“. Dagegen findet Prisma den Film „[s]pritzig und mit viel Klamauk inszeniert“ und schließt mit dem Satz „Eine Rolle, wie sie De Funès zeitlebens liebte.“